# Liste der Städtelisten nach Ländern
Die Liste der Städtelisten nach Ländern bietet einen Überblick über die Listen von Städten, Orten und Gemeinden einzelner Staaten.

## A
- Liste der Städte in Afghanistan
- Liste der Städte in Ägypten
- Albanien:
  - Liste der Gemeinden in Albanien
  - Liste der Städte in Albanien
- Liste der Städte in Algerien
- Andorra:
  - Liste der Parròquies in Andorra
  - Liste der Orte in Andorra
- Liste der Städte in Angola
- Liste der Orte in Antigua und Barbuda
- Liste der Städte in Äquatorialguinea
- Liste der Städte in Argentinien
- Liste der Städte in Armenien
- Liste der Städte in Aserbaidschan
- Liste der Städte in Äthiopien
- Liste der Städte in Australien

## B
- Liste der Städte auf den Bahamas
- Liste der Städte in Bahrain
- Liste der Städte in Bangladesch
- Liste der Städte in Barbados
- Liste der Städte in Belarus
- Liste der Städte in Belgien
- Liste der Städte in Belize
- Liste der Städte in Benin
- Liste der Städte in Bhutan
- Liste der Städte in Bolivien
- Liste der Städte in Bosnien und Herzegowina
- Liste der Städte in Botswana
- Liste der Gemeinden in Brasilien
- Liste der Städte in Bulgarien
- Liste der Städte in Burkina Faso
- Liste der Städte in Burundi

## C
- Chile:
  - Liste der Gemeinden in Chile
  - Liste der Städte in Chile
- China:
  - Liste der Städte in der Republik China (Taiwan)
  - Liste der Städte in der Volksrepublik China
- Liste der Städte in Costa Rica

## D
- Liste der Städte in Dänemark
- Deutschland:
  - Liste der Städte in Deutschland
  - Liste der Großstädte in Deutschland
  - Liste der Groß- und Mittelstädte in Deutschland
  - Liste der größten deutschen Städte (historisch)
  - Liste der Städte der DDR
  - Liste deutscher Gemeinden nach Bevölkerungsdichte
  - Liste der 100 flächengrößten Gemeinden Deutschlands
  - Liste der flächenkleinsten Gemeinden in Deutschland
  - Liste der flächenkleinsten Städte in Deutschland
  - Liste der kleinsten Gemeinden in Deutschland nach Einwohnerzahl
  - Liste der kleinsten Städte in Deutschland nach Einwohnerzahl
  - Liste mittelalterlicher Walddeutscher Siedlungen
- Liste der Städte auf Dominica
- Liste der Städte in der Dominikanischen Republik
- Liste der Städte in Dschibuti

## E
- Liste der Städte in Ecuador
- Liste der Städte in El Salvador
- Liste der Städte in der Elfenbeinküste
- Liste der Städte in Eritrea
- Liste der Städte in Estland
- Liste von Städten und Orten in Eswatini

## F
- Liste der Städte und Orte auf den Färöern
- Liste der Städte in Fidschi
- Finnland:
  - Liste der Städte in Finnland
  - Liste der Städte und Gemeinden in Finnland
- Liste der Städte in Frankreich

## G
- Liste der Städte in Gabun
- Liste der Ortschaften in Gambia
- Liste der Städte in Georgien
- Liste der Städte in Ghana
- Liste der Orte in Grenada
- Liste der Gemeinden Griechenlands
- Liste der Siedlungen in Grönland
- Liste der Städte in Guatemala
- Liste der Städte in Guinea
- Liste der Städte in Guinea-Bissau
- Liste der Städte in Guyana

## H
- Liste der Städte in Haiti
- Liste der Städte in Honduras
- Liste der Ortschaften in Hongkong

## I
- Liste der Städte in Indien
- Liste der Städte in Indonesien
- Liste der Städte im Irak
- Liste der Großstädte im Iran
- Liste der Städte in der Republik Irland
- Liste der Städte in Island
- Liste der Städte in Israel
- Italien:
  - Liste der Gemeinden in Italien
  - Liste der Städte in Italien

## J
- Liste der Städte in Jamaika
- Liste der Städte in Japan
- Liste der Städte im Jemen
- Liste der Städte in Jordanien

## K
- Liste der Städte in Kambodscha
- Liste der Städte in Kamerun
- Liste der Städte in Kanada
- Liste der Städte in Kap Verde
- Liste der Städte in Kasachstan
- Liste der Städte in Katar
- Liste der Städte in Kenia
- Liste der Städte in Kirgisistan
- Liste der Orte in Kiribati
- Liste der Städte in Kolumbien
- Liste der Städte auf den Komoren
- Liste der Städte in der Demokratischen Republik Kongo
- Liste der Städte in der Republik Kongo
- Liste der Städte in Korea, Nord-
- Liste der Städte in Korea, Süd-
- Liste der Städte im Kosovo
- Liste der Orte in Kroatien
- Liste der Städte in Kuba

## L
- Liste der Städte in Laos
- Liste der Städte in Lettland
- Liste der Städte in Lesotho
- Liste der Städte im Libanon
- Liste der Städte in Liberia
- Liste der Städte in Libyen
- Verwaltungsgliederung Liechtensteins
- Liste der Städte in Litauen
- Liste der Städte in Luxemburg

## M
- Liste der Städte in Madagaskar
- Liste der Städte in Malawi
- Liste der Städte in Malaysia
- Liste der Orte auf den Malediven
- Liste der Städte in Mali
- Liste der Städte in Malta
- Liste der Städte in Marokko
- Liste der Orte auf den Marshallinseln
- Liste der Städte in Mauretanien
- Liste der Städte auf Mauritius
- Liste der Städte in Mexiko
- Liste der Gemeinden in den Föderierten Staaten von Mikronesien
- Liste der Städte in der Republik Moldau
- Liste der Städte in der Mongolei
- Liste der Gemeinden Montenegros
- Liste der Städte in Mosambik
- Liste der Städte in Myanmar

## N
- Liste von Ortschaften in Namibia
- Liste der Orte in Nauru
- Liste der Städte in Nepal
- Neuseeland
  - Städte in Neuseeland
  - Liste der Orte in Neuseeland
- Liste der Städte in Nicaragua
- Niederlande:
  - Liste der niederländischen Gemeinden
  - Liste der größten Gemeinden in den Niederlanden
- Niger:
  - Liste der Gemeinden in Niger
  - Liste der Städte in Niger
- Liste der Städte in Nigeria
- Liste der Städte in Nordkorea
- Liste der Orte auf den Nördlichen Marianen
- Nordmazedonien:
  - Liste der Opštini in Nordmazedonien
  - Liste der Städte in Nordmazedonien
- Norwegen:
  - Liste der norwegischen Kommunen
  - Liste der Städte in Norwegen

## O
- Liste der Städte in Oman
- Liste der Städte in Österreich
- Liste der Städte in Osttimor

## P
- Liste der Städte in Pakistan
- Liste der Orte in Palau
- Liste der Städte in den palästinensischen Autonomiegebieten
- Liste der Städte in Panama
- Liste der Städte in Papua-Neuguinea
- Liste der Städte in Paraguay
- Liste der Städte in Peru
- Städte in den Philippinen
- Liste der Städte in Polen
- Liste der Städte in Portugal
- Liste der Gemeinden auf Puerto Rico

## R
- Liste der Städte in Ruanda
- Liste der Städte in Rumänien
- Russland:
  - Liste der Städte in Russland
  - Liste großer Siedlungen in Russland

## S
- Liste der Städte auf den Salomonen
- Liste der Städte in Sambia
- Liste der Städte in Samoa
- Liste der Gemeinden in San Marino
- Liste der Städte in São Tomé und Príncipe
- Liste der Städte in Saudi-Arabien
- Schweden:
  - Liste der Gemeinden in Schweden
  - Liste der Städte in Schweden
- Schweiz:
  - Liste Schweizer Gemeinden
  - Liste der Städte in der Schweiz
- Liste der Städte im Senegal
- Serbien:
  - Liste der Gemeinden Serbiens
  - Liste der größten Städte in Serbien
- Liste der Orte auf den Seychellen
- Liste der Städte in Sierra Leone
- Liste der Städte in Simbabwe
- Slowakei:
  - Liste der Städte in der Slowakei
  - Liste der Städte und Gemeinden in der Slowakei
- Liste der Gemeinden in Slowenien
- Liste der Städte in Somalia
- Liste der Städte in Spanien
- Liste der Städte in Sri Lanka
- Liste der Orte in St. Helena, Ascension und Tristan da Cunha
- Liste der Orte in St. Kitts und Nevis
- Liste der Orte in St. Lucia
- Liste der Orte in St. Vincent und den Grenadinen
- Liste der größten Städte in Südafrika
- Liste der Städte im Sudan
- Liste der Städte in Südkorea
- Liste der Städte im Südsudan
- Liste der Städte in Suriname
- Liste der Städte in Syrien

## T
- Liste der Städte in Tadschikistan
- Liste der Städte in Tansania
- Liste der Städte in Thailand
- Liste der Städte in Togo
- Liste der Orte in Tonga
- Liste der Städte in Trinidad und Tobago
- Liste der Städte im Tschad
- Tschechien:
  - Liste der Městys in Tschechien
  - Liste der Städte in Tschechien
- Liste der Städte in Tunesien
- enthalten in Städte in der Türkei
- Liste der Orte in der Türkischen Republik Nordzypern
- Liste der Städte in Turkmenistan
- Liste der Orte in Tuvalu

## U
- Liste der Städte in Uganda
- Liste der Städte in der Ukraine
- Liste der Städte und Orte in Ungarn
- Liste der Städte in Uruguay
- Liste der Städte in Usbekistan

## V
- Liste der Städte in den Vereinigten Arabischen Emiraten
- Liste der Städte im Vereinigten Königreich
- Liste der Städte in den Vereinigten Staaten
- Liste der Städte in Venezuela
- Liste der Städte in Vietnam

## W
- Liste der Städte in Westsahara

## Z
- Liste der Städte in der Zentralafrikanischen Republik
- Zypern:
  - Liste der Gemeinden auf Zypern
  - Liste der Städte auf Zypern